# Галина Лардева
Галина Лардева е българска кураторка и художествен критик.

## Биография
Родена е в Пловдив на 9 юни 1972 г. Завършва специалност „Изкуствознание“ в Национална художествена академия, София през 1996 г. Доктор по изкуствознание с дисертация в Институт за изследване на изкуствата на БАН на тема „Неконвенционалните форми в българското изкуство от средата на 80-те до средата на 90-те години на XX век. Контекстуални реконструкции“ (2008). Доцент по История и теория на изкуството в Академията за музикално, танцово и изобразително изкуство в Пловдив с хабилитация на тема „Концепции за образа. Въведение в науката за образа“ (2010). Професор по История на изобразителното изкуство с книгата „Художественото произведение като автопоетическа система“ (2017).
От декември 2016 г. е декан на факултет „Изобразителни изкуства“ в Академията за музикално танцово и изобразително изкуство в Пловдив. От февруари 2020 г. е заместник-ректор по научноизследователска и художественотворческа дейност на АМТИИ „Проф. Асен Диамандиев“ в Пловдив.
Куратор на множество национални и международни изложби, сред които:
- „Писма до поискване“ (Национални есенни изложби – Пловдив, 2020);
- „Поетика на образа“ (Национални есенни изложби – Пловдив, 2019);
- „Необозримо за Кольо К.“ на Кольо Карамфилов, Градска художествена галерия Пловдив (7/28 януари 2019);
- „Фланьорът  и капаните на светлината“, галерия Cu 29, Пловдив (април 2018);
- „Отвъд повърхността“ (Национални есенни изложби – Пловдив, 2018);
- „Плацебо“ (Национални есенни изложби – Пловдив, 2017);
- „Огледало“ (Национални есенни изложби – Пловдив, 2016)[1];
- „Ан пасан“ (Национални есенни изложби – Пловдив, 2015)[2];
- „Отстранени системи“ (Национални есенни изложби – Пловдив, 2014);
- „Форсиране на избора“ (Национални есенни изложби – Пловдив, 2013)[3];
- „Концепции за образа“ (Национални есенни изложби – Пловдив, 2008);
- „Поглед от дистанция“ (СБХ, 2006);
- „Визия/Звук“ (Национални есенни изложби – Пловдив, 2000);
- „Hold your breath“ (българо-канадски проект на Център за съвременни изкуства, Пловдив и BLUNT/Канада, 2000);
- „Алтернативните галерии на 90-те“ (Център за съвременни изкуства, Баня Старинна – Пловдив, 1999).

## Награди
- Награда Южна пролет в Хасково в раздел Литературна критика и история за монографията Изкуство на прехода: Проблемът неконвенционално изкуство в България.[5]
- Награда „Пловдив“ в раздел „Изобразително изкуство“ (2010).